# هوراسيو هرنانديز
هوراسيو هرنانديز هو عازف جاز كوبي، ولد في 24 أبريل 1963 في هافانا في كوبا.

## وصلات خارجية
- هوراسيو هرنانديز على موقع ميوزك برينز (الإنجليزية)
- هوراسيو هرنانديز على موقع أول ميوزيك (الإنجليزية)
- هوراسيو هرنانديز على موقع ديسكوغز (الإنجليزية)